# Szczerbiec

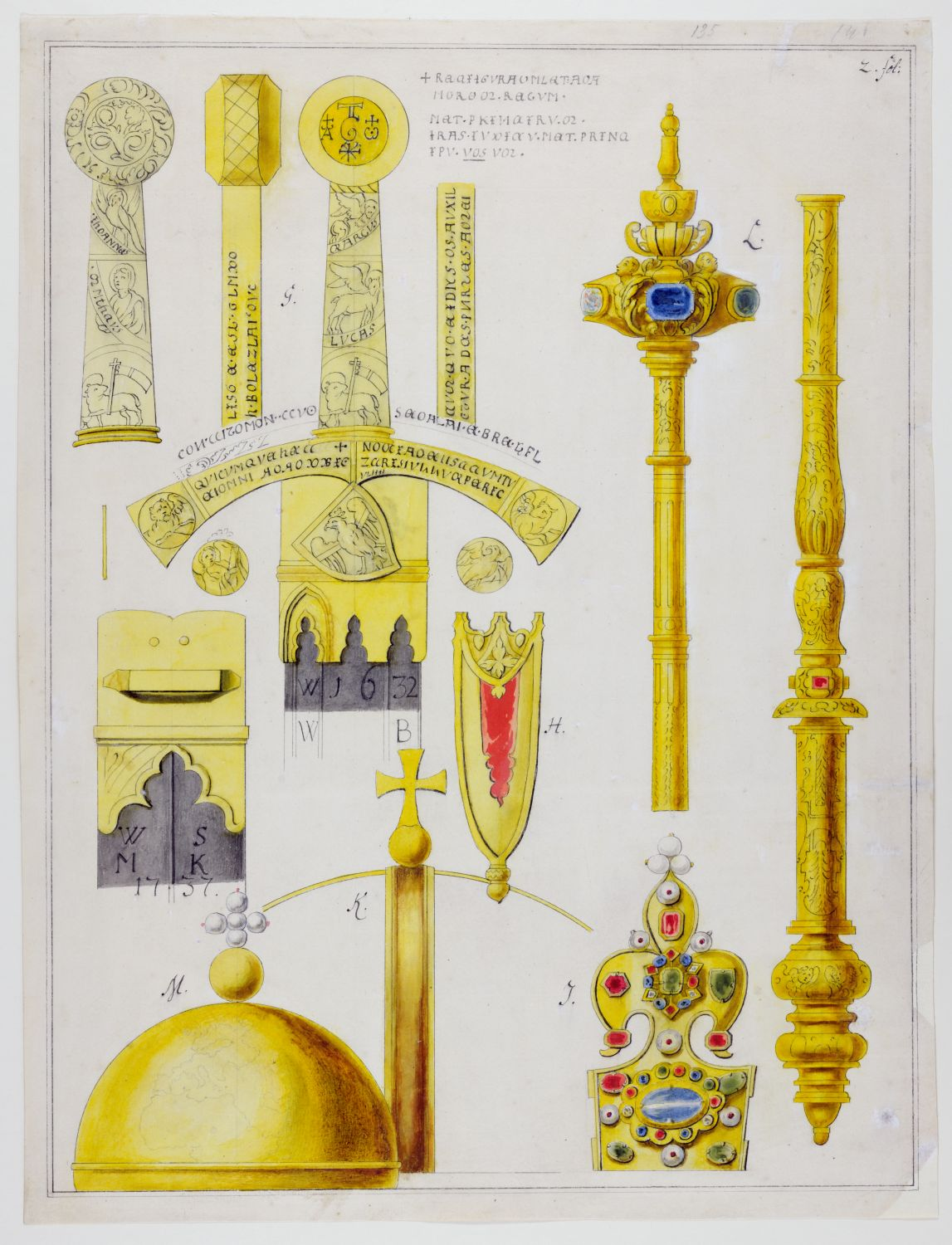
Szczerbiec - Sabia de încoronare, grafică după pictura pictorului de curte al regelui Stanisław August Poniatowski.

Szczerbiec este sabia folosită la ceremonialul de încoronare la cei mai mulți regi ai Poloniei în perioada 1320-1764.
Sabia ceremonialului de încoronare Szczerbiec este expus în prezent la Muzeul Regal din Castelul Wawel, Cracovia împreună cu Bijuteriile Coroanei Poloneze, fiind singura piesă originală păstrată din colecție.
Sabia este caracterizat de un mâner decorat cu formule magice, simboluri creștine și modele florale, precum și o fantă îngustă în lama care are un scut mic cu stema Poloniei. Numele său, derivat din cuvântul polonez Szczerba, care înseamnă crestătură sau zimț, uneori numită în limba engleză ca „Sabia crestată" sau „Sabia zimțată", cu toate că lama are margini drepte și netede.
Legenda leagă Sabia ceremonialului de încoronare Szczerbiec de Boleslau I al Poloniei (Viteazul) care se spune că a ciobit sabia lovind-o de Poarta de Aur din Kiev (acum capitala Ucrainei) în 1018 în timpul capturării orașului.
Contrar legendei, Poarta de Aur din Kiev a fost construită în 1037, iar sabia datează din secolul al XII-lea sau al XIII-lea.
A fost folosit în ceremonialul de încoronare prima dată în 1320 la încoronarea lui Vladislav I al Poloniei.

## Descriere

Diagrama schematică a elementelor principale ale sabiei (fără ornamente)

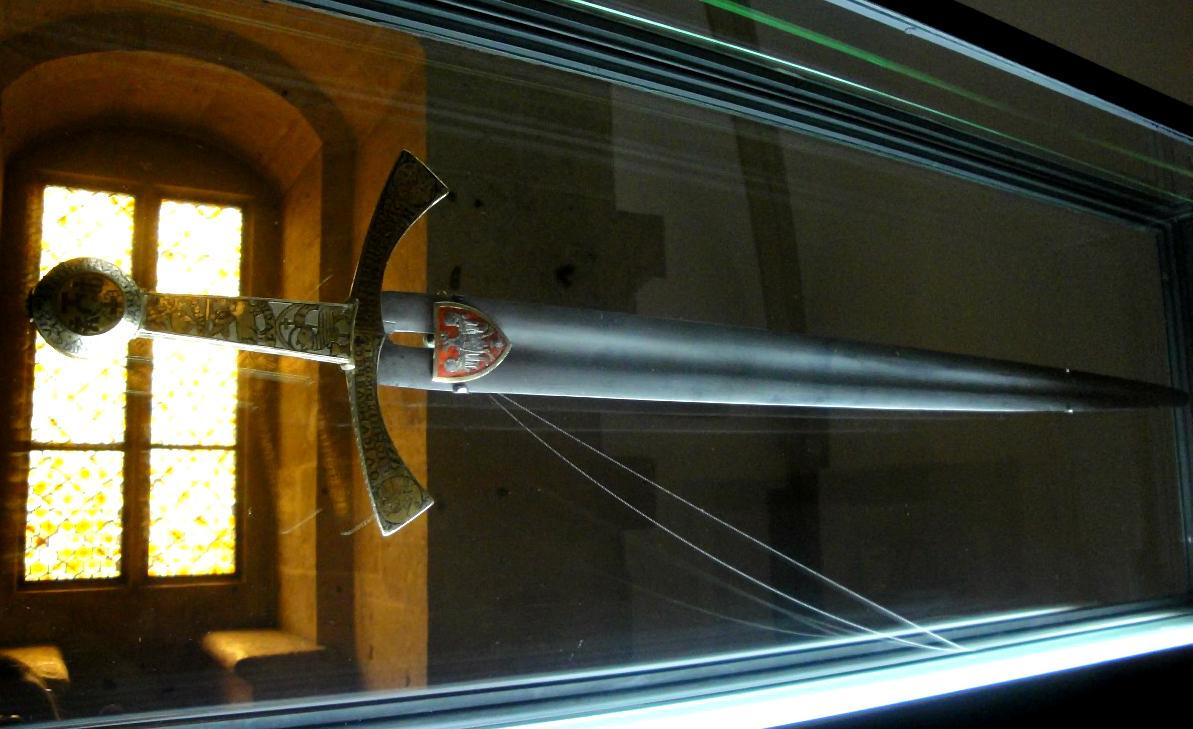
Fotografie la Muzeul din Wawel

Szczerbiec este o sabie de ceremonie cu o lungime de 98 cm cu o bogată ornamentație gotică, datată la mijlocul secolului al XIII-lea. Sabia este clasificată ca sabie de tip XII cu mâner tip I și apărător tip 6, conform Clasificării Oakeshott, deși lama poate șă-și fi schimbat forma ca urmare a coroziunii secolelor de curățare intensă înainte de fiecare ceremonie de încoronare.